# Eryngium goyazense
Eryngium goyazense là một loài thực vật có hoa trong họ Hoa tán. Loài này được Urb. mô tả khoa học đầu tiên năm 1898.